# Пам'ятник Олександру III (Київ)

Бюст Олександра ІІІ у Києві

Бюст Олекса́ндра ІІІ у Ки́єві — пам'ятник російському імператору Олександру ІІІ Романову у Києві. Встановлений у 1909 році на кошти Управління Південно-Західної залізниці навпроти будинку «Притулку для сиріт у пам'ять імператора Олександра ІІІ» у Залізничній колонії (нині в цій будівлі залізничний технікум). Знесений більшовиками у 1920-х роках.
1909 року навпроти будинку притулку для сиріт-дітей залізничників, що офіційно носив ім'я Олександра ІІІ, було відкрито невеликий пам'ятник. Погруддя Олександра ІІІ містилося на невисокому гранітному п'єдесталі з написом «Царю-миротворцу сиротский приют имени Императора Александра ІІІ Юго-Западной железной дороги. 1909 г.».
З приходом більшовиків у 1920-х роках, бюст імператора разом із постаментом було знесено. 1972 року на цьому місці відкрито погруддя Володимиру Кудряшову.